# Nuncia heteromorpha
Nuncia heteromorpha is een hooiwagen uit de familie Triaenonychidae.